# Italia ai Giochi della XVI Olimpiade
L'Italia ha partecipato ai Giochi della XVI Olimpiade che si sono svolti a Melbourne dal 22 novembre all'8 dicembre 1956 
ed a Stoccolma dall'11 al 17 giugno dello stesso anno (solo per gli eventi equestri) 
con una delegazione di 135 atleti, di cui 15 donne, impegnati in 14 discipline,
aggiudicandosi 8 medaglie d'oro, 8 medaglie d'argento e 9 medaglie di bronzo.

## Medagliere

### Medagliere per discipline
| Sport             | Oro | Argento | Bronzo | Totale |
| ----------------- | --- | ------- | ------ | ------ |
| Scherma           | 3   | 2       | 2      | 7      |
| Ciclismo          | 3   | 1       | 1      | 5      |
| Tiro              | 1   | 0       | 1      | 2      |
| Canottaggio       | 1   | 0       | 0      | 1      |
| Equitazione       | 0   | 2       | 1      | 3      |
| Lotta             | 0   | 1       | 1      | 2      |
| Pugilato          | 0   | 1       | 1      | 2      |
| Vela              | 0   | 1       | 0      | 1      |
| Sollevamento pesi | 0   | 0       | 2      | 2      |
| Totale            | 8   | 8       | 9      | 25     |

### Medaglie
| Medaglia | Nome | Sport              | Evento                        |
| -------- | --- | ------------------ | ----------------------------- |
| Oro      | Alberto Winkler Romano Sgheiz Angelo Vanzin Franco Trincavelli Tim. Ivo Stefanoni                          | Canottaggio        | Quattro con maschile          |
| Oro      | Ercole Baldini                                                                                             | Ciclismo           | Corsa in linea                |
| Oro      | Leandro Faggin                                                                                             | Ciclismo           | Chilometro da fermo           |
| Oro      | Leandro Faggin Valentino Gasparella Antonio Domenicali Franco Gandini Virginio Pizzali                     | Ciclismo           | Inseguimento a squadre        |
| Oro      | Giancarlo Bergamini Luigi Carpaneda Manlio Di Rosa Vittorio Lucarelli Edoardo Mangiarotti Antonio Spallino | Scherma            | Fioretto a squadre maschile   |
| Oro      | Carlo Pavesi                                                                                               | Scherma            | Spada individuale maschile    |
| Oro      | Edoardo Mangiarotti Giuseppe Delfino Carlo Pavesi Franco Bertinetti Giorgio Anglesio Alberto Pellegrino    | Scherma            | Spada a squadre maschile      |
| Oro      | Galliano Rossini                                                                                           | Tiro               | Fossa olimpica                |
| Argento  | Guglielmo Pesenti                                                                                          | Ciclismo           | Velocità individuale          |
| Argento  | Raimondo D'Inzeo                                                                                           | Equitazione        | Salto ostacoli individuale    |
| Argento  | Raimondo D'Inzeo Piero D'Inzeo Salvatore Oppes                                                             | Equitazione        | Salto ostacoli a squadre      |
| Argento  | Ignazio Fabra                                                                                              | Lotta greco-romana | Pesi mosca                    |
| Argento  | Franco Nenci                                                                                               | Pugilato           | Pesi superleggeri             |
| Argento  | Giancarlo Bergamini                                                                                        | Scherma            | Fioretto individuale maschile |
| Argento  | Giuseppe Delfino                                                                                           | Scherma            | Spada individuale maschile    |
| Argento  | Agostino Straulino Nicolò Rode                                                                             | Vela               | Star                          |
| Bronzo   | Giuseppe Ogna Cesare Pinarello                                                                             | Ciclismo           | Tandem                        |
| Bronzo   | Piero D'Inzeo                                                                                              | Equitazione        | Salto ostacoli individuale    |
| Bronzo   | Adelmo Bulgarelli                                                                                          | Lotta greco-romana | Pesi massimi                  |
| Bronzo   | Giacomo Bozzano                                                                                            | Pugilato           | Pesi massimi                  |
| Bronzo   | Antonio Spallino                                                                                           | Scherma            | Fioretto individuale maschile |
| Bronzo   | Edoardo Mangiarotti                                                                                        | Scherma            | Spada individuale maschile    |
| Bronzo   | Ermanno Pignatti                                                                                           | Sollevamento pesi  | Pesi medi                     |
| Bronzo   | Alberto Pigaiani                                                                                           | Sollevamento pesi  | Pesi massimi                  |
| Bronzo   | Alessandro Ciceri                                                                                          | Tiro               | Fossa olimpica                |

### Plurimedagliati
| Nome                | Sport    | Oro | Argento | Bronzo | Totale |
| ------------------- | -------- | --- | ------- | ------ | ------ |
| Leandro Faggin      | Ciclismo | 2   | 0       | 0      | 2      |
| Edoardo Mangiarotti | Scherma  | 2   | 0       | 1      | 3      |
| Carlo Pavesi        | Scherma  | 2   | 0       | 0      | 2      |

## Risultati

### Pallanuoto
| Atleta | Classifica |                   |
| --- | --- | ----------------- |
| V · D · M Nazionale maschile italiana di pallanuoto · Giochi olimpici - Melbourne 1956 Antonelli · Buonocore · Cavazzoni · D'Achille · D'Altrui · Dennerlein · Mannelli · Marciani · Parmegiani · Pucci · Rubini · CT : Andrés Zólyomy | 4° |                   |
| Nazionale maschile italiana di pallanuoto · Giochi olimpici - Melbourne 1956 | |                   |
| Antonelli · Buonocore · Cavazzoni · D'Achille · D'Altrui · Dennerlein · Mannelli · Marciani · Parmegiani · Pucci · Rubini · CT: Andrés Zólyomy                                                                                         | Antonelli · Buonocore · Cavazzoni · D'Achille · D'Altrui · Dennerlein · Mannelli · Marciani · Parmegiani · Pucci · Rubini · CT: Andrés Zólyomy | Italia (bandiera) |